# Consell d'Estat de Turquia
El Consell d'estat (Danıştay) és l'òrgan jurisdiccional suprem en l'àmbit administratiu de la República de Turquia. El seu equivalent judicial no administratiu és l'Alt Tribunal d'Apel·lacions (Yargıtay).
La creació del Consell d'Estat turc està fortament influenciada pel model del Consell d'Estat de França
El Consell d'Estat té la seu a Ankara. És presidit des del 2011 per Hüseyin Karakullukçu.